# Cloud Chamber
Cloud Chamber est un développeur de jeux vidéo américain basé à Novato, en Californie, avec un studio à Montréal, au Québec. Fondée par Kelley Gilmore le 9 décembre 2019, en tant que division de 2K (un label d'édition de Take-Two Interactive), la société développe « BioShock Isolation » (nom supposé), la prochaine itération de la série BioShock.

## Histoire
Le 9 décembre 2019, 2K a annoncé la création d'un nouveau studio à Novato, en Californie et à Montréal, au Québec, dirigé par Kelley Gilmore, ancienne productrice exécutive de Firaxis Games. Cloud Chamber travaillera sur un nouveau jeu de la série BioShock. La création de ce studio est sûrement dû à la fermeture d'Irrational Games, studio à l'origine du premier BioShock et de BioShock Infinite, le troisième opus de la série. Plusieurs membres qui faisaient partie du jeu original BioShock font partie du nouveau studio, y compris Hogarth de la Plante, Scott Sinclair et Jonathan Pelling. Kelley a déclaré que l'objectif de leur studio est de « créer des mondes à découvrir, avec leurs histoires, repoussant les limites de ce qui est possible dans le jeu vidéo ».

## Jeux développés
| Années | Titre                   | Plates-formes |
| ------ | ----------------------- | ------------- |
| TBA    | Jeu BioShock sans titre | TBA           |